# Żółtek
Żółtek — polskie nazwisko. Według danych udostępnionych przez Kancelarię Prezesa Rady Ministrów w dniu 27 stycznia 2022 roku nazwisko to nosiło 581 mężczyzn i 560 kobiet.

## Znane osoby z nazwiskiemŻółtek
- Sławomir Żółtek, ur. 1980, prawnik
- Stanisław Żółtek, ur. 1956, polityk